# Desmostérol
Le desmostérol, ou 24-déshydrocholestérol, est un intermédiaire de la biosynthèse du cholestérol.